# Cimarron (film 1960)
Cimarron è un film western del 1960 di Anthony Mann ispirato al romanzo omonimo scritto da Edna Ferber nel 1929 ed è un remake di I pionieri del West di Wesley Ruggles (1931).

## Trama

Glenn Ford in una scena

Alla fine dell'Ottocento l'avventuroso pioniere Yancey Cravat tenta, con la moglie Sabra, di accaparrarsi la terra che sogna per il futuro della sua famiglia, emigrando verso l'Oklahoma, dove le terre sono state aperte ai pionieri.
La corsa alla terra è pericolosa e Yancey (soprannominato Cimarron) aiuta altri coloni in difficoltà, pertanto perde tempo e così quando arriva alla terra che desidera, questa è già stata presa. Fonda così un giornale in città, l'Oklahoma Wigwam, aiutato dalla moglie Sabra che lo sostiene, finché ha notizie di guerre e il suo spirito inquieto lo chiama altrove.
Abbandona la moglie e il figlio Cim, che nel frattempo gli è nato, e parte alla conquista di nuove terre nel Cherokee. Yancey combatte poi nella guerra ispano-americana. Torna a Osage, la cittadina che l'ha visto nascere, accolto come un eroe. Fa l'amara scoperta che gli indios hanno trovato il petrolio nella loro riserva ma avendo venduto i diritti del sottosuolo a un grosso proprietario della zona, non possono sfruttare l'oro nero. Yancey si allontana di nuovo, e definitivamente, dopo aver rinunciato alla nomina a governatore per non dover sottostare alle poco pulite manovre di un magnate del petrolio. Rinuncia a stare vicino alla famiglia che pure, a suo modo, ama intensamente. Intanto gli anni passano e Sabra, da sola, manda avanti il Wigwam facendolo diventare il più importante e diffuso giornale dello stato e lei viene considerata come la più autorevole e nobile rappresentante dell'antica famiglia dei pionieri. I successi professionali della donna, però, non fanno spegnere nel suo cuore l'amarezza causata dalla lontananza del marito.
Anni dopo, durante una riunione della testata del giornale giunge dall'Europa la notizia della morte di Cimarron, che viene pianto dalla moglie, anziana e ancora innamorata.

## Riconoscimenti
Secondo la critica non è all'altezza delle altre pellicole dirette da Anthony Mann, ciononostante fu candidato per l'Oscar alla migliore scenografia (George W. Davis e Addison Hehr) e per quello al miglior sonoro.